# Ludvík Čelanský
Ludvík Vítězslav Čelanský (Viena, 17 de juliol de 1870 - Praga, 27 d'octubre de 1931) fou un director i compositor txec. Fou el fundador i primer director principal de l'Orquestra Filharmònica Txeca.

## Biografia
Jan Čelanský, el pare de Ludvík, va treballar com a kapellmeister a Horní Krupá (districte de Havlíčkův Brod). Ludvík va estudiar a l'institut Havlíčkův Brod, i de 1887 a 1891 a l'institut d'ensenyament a Kutná Hora. Va treballar com a mestre en Dolní Krupá per un any abans de dedicar-se exclusivament a música. De 1892 a 1894 va estudiar composició amb K. Stecker al Conservatori de Praga, després a l'escola dramàtica del Teatre Nacional i a l'Escola Operística Pivoda. Čelanský va ser contractat com a kapellmeister al teatre d'òpera en Plzeň fins al 1895, a Zagreb de 1898 a 1899, i posteriorment com a tercer kapellmeister de l'Orquestra de Teatre Nacional. Va ser forçat a retirar-se el 1900 quan Karel Kovařovic va agafar l'administració del teatre.

## Composicions
Òpera
- Kamilla (Publicat 1897); dins 1 acte amb libretto pel compositor[note 1]

Orquestra
- Premiéra na vsi (Premiere En el Camp), Overture (1900)
- Vzkříšení Polsky (Resurrecció de Polònia), Overture (1904)
- Simfonia "De La meva Vida" dins cinc moviments
- Duchovní vývoj člověka dle starého zákona (L'Evolució Espiritual d'Home Segons Llei Antiga), Trilogia Simfònica (1915–1918)

1. Adam
2. Noe (Noè)
3. Mojžíš (Moses)

- Hymnus slunci (Himne al Sol), Poema Simfònic (1919)

Cançons
- Nálady (Humors) (1895); paraules pel compositor
- Melancholické písně (Cançons malenconioses) (1895); paraules per Jaroslav Kvapil
- Deu Cançons en Paraules de Josef Václav Sládek i Karel Želenský (1896)
- Dotze Cançons en Paraules de František Serafínský Procházka (1902)
- Ukolébavka (Lullaby) Per Veu i Orquestra (1904)
- Píseň o matičce (Una Cançó aproximadament Mare)

Cor
- Vlast (Pàtria)
- Srbské kolo (Ball de Ronda sèrbia)

Melodrames
- Žebrák (El Captaire) (1894)
- Země (Terra) (1894)
- Balada o duši Jana Nerudy (Ballad en l'Ànima de Jan Neruda) (1895)
- Česká píseň (Czech Cançó) (1902)
- Marrecři (Germans) (1903)
- Zvony (Campanes) (1903); paraules per Edgar Allan Poe

Sacra
- Pět duchovních písní (Cinc Cançons Sagrades, 1916)
- Te Deum (1916)